# Heliotropium glutinosum
Heliotropium glutinosum là loài thực vật có hoa trong họ Mồ hôi. Loài này được Phil. mô tả khoa học đầu tiên.